# جوليان أبسالون
جوليان أبسالون (بالفرنسية: Julien Absalon)‏ مواليد 16 أغسطس 1980 في فرنسا، هو دراج فرنسي. شارك في دورة الألعاب الأولمبية الصيفية وفاز بميدالية أولمبية.

## الميداليات
| الميدالية | المسابقة                       |
| --------- | ------------------------------ |
| ذهبية     | الألعاب الأولمبية الصيفية 2004 |
| ذهبية     | الألعاب الأولمبية الصيفية 2008 |

## وصلات خارجية
- الموقع الرسمي

## روابط خارجية
- جوليان أبسالون على موقع أرشيف الدراجات (الإنجليزية)
- جوليان أبسالون على موقع CycleBase (الإنجليزية)
- جوليان أبسالون على موقع MTB Data (الإنجليزية)
- جوليان أبسالون على موقع eWRC-results.com (الإنجليزية)
- جوليان أبسالون على موقع اللجنة الأولمبية الدولية (الإنجليزية)
- جوليان أبسالون على موقع أوليمبيديا (الإنجليزية)
- جوليان أبسالون على موقع اللجنة الأولمبية الفرنسية (مؤرشف) (الفرنسية)